# 자르기

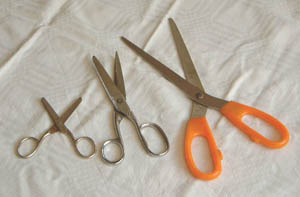
각기 다른 종류의 가위 - 바느질용(왼쪽), 종이용(가운데), 부엌용(오른쪽)

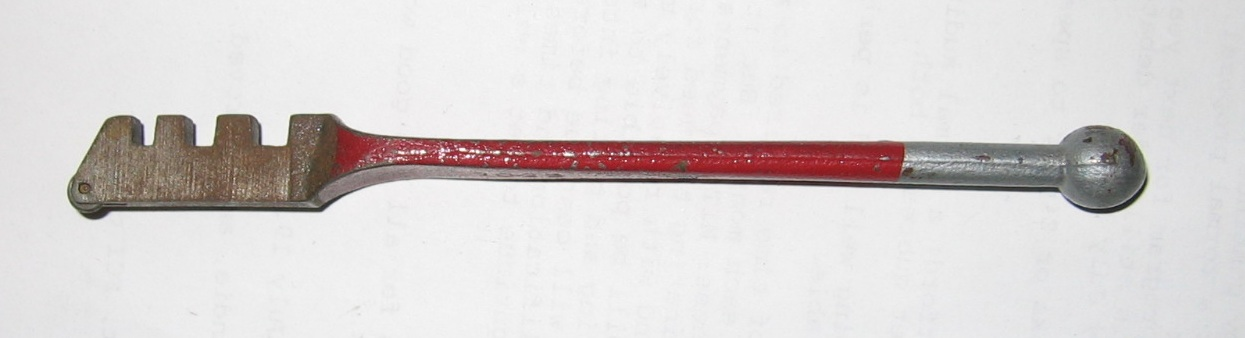
글래스 커터.

자르기, 절단(切斷/截斷) 또는 커팅(cutting)은 힘을 이용하여 물건을 둘 이상의 부분으로 분리시키는 일이다.
자르기를 위해 공통적으로 사용되는 기구로는 나이프와 톱이 있으며 의학 및 과학 분야에서는 메스와 마이크로톰이 있다. 그러나 충분히 날카로운 물체는 자르려는 물체에 비해 충분히 큰 경도가 있고 충분함 힘을 사용할 경우 자르기가 가능하다. 충분한 힘을 사용할 경우 물건을 자를 때 액체를 사용할 수도 있다. (워터젯 커터 참고)

## 동작 원리
자르기는 압축 및 전단 현상이며, 절단 기구를 통해 발생되는 총 변형력이 잘려나가는 물체의 물질의 최대의 힘을 초과할 때에만 발생한다. 적용 가능한 가장 단순한 등식은 "변형력 = 힘/영역"이다. 즉, 절단 기구에 의해 발생하는 변형력은 적용되는 힘에 직접적으로 비례하며, 접촉면에는 반비례한다. 그러므로, 접촉면이 작을수록(이를테면 절단 기구가 날카로울수록) 무언가를 자르는데 더 적은 힘이 필요하다.

## 금속 절삭
금속에 대한 자르기는 금속 절삭으로 부르며 이는 역사적으로 제조의 핵심으로 되어왔다. 금속의 경우 수많은 방식이 사용되며 사용되는 물리적 현상에 따라 분류할 수 있다.
- 칩 형상(Chip forming)
- 전단(Shearing)
- 마멸(Abrading)
- 가열(Heat)
- 전기화학(Electrochemical) - 식각, EDM(electrical discharge machining)

## 같이 보기
- 산소 연료 용접 및 절단